# Силва, Эрлон
Эрлон де Соуза Силва (порт.-браз. Erlon de Souza Silva; 23 июня 1991, Убатан) — бразильский гребец-каноист, выступает за сборную Бразилии начиная с 2010 года. Серебряный призёр летних Олимпийских игр в Рио-де-Жанейро, двукратный чемпион мира, дважды серебряный призёр Панамериканских игр, трёхкратный чемпион Южноамериканских игр, многократный победитель и призёр регат национального значения.

## Биография
Эрлон Силва родился 23 июня 1991 года в муниципалитете Убатан штата Баия. Активно заниматься греблей начал в возрасте четырнадцати лет, проходил подготовку в Рио-де-Жанейро в спортивном клубе «Фламенгу», позже переехал в Сан-Паулу и присоединился к местному клубу «Паулистану». Тренировался под руководством Педру Сены и Хесуса Морлана.
Первого серьёзного успеха на взрослом международном уровне добился в сезоне 2010 года, когда попал в основной состав бразильской национальной сборной и выступил на Южноамериканских играх в Медельине, где вместе с напарником Ронилсоном Оливейрой одержал победу во всех трёх дисциплинах, в которых принимал участие: в двойках на дистанциях 200, 500 и 1000 метров. Год спустя побывал на Панамериканских играх в Гвадалахаре, откуда привёз награду серебряного достоинства, выигранную в километровом зачёте двухместных каноэ — на финише их обошёл экипаж с Кубы.
Благодаря череде удачных выступлений Силва удостоился права защищать честь страны на летних Олимпийских играх 2012 года в Лондоне. Стартовал здесь с тем же Ронилсоном Оливейрой в двойках на тысяче метрах — они со второго места квалифицировались на предварительном этапе, уступив на финише только команде из Азербайджана, но на стадии полуфиналов финишировали лишь четвёртыми и попали тем самым в утешительный финал «Б», где впоследствии стали вторыми — таким образом, расположились в итоговом протоколе соревнований на десятой строке.
После лондонской Олимпиады Эрлон Силва остался в основном составе гребной команды Бразилии и продолжил принимать участие в крупнейших международных регатах. Так, в 2014 году он отправился представлять страну на чемпионате мира в Москве и с новым партнёром Изакиасом Кейросом выиграл бронзовую медаль в двойках на двухстах метрах. В следующем сезоне в километровой дисциплине двухместных экипажей одержал победу на чемпионате мира в Милане и взял серебро на Панамериканских играх в Торонто.
Будучи одним из лидеров бразильской национальной сборной, Силва благополучно прошёл отбор на домашние Олимпийские игры 2016 года в Рио-де-Жанейро. Они с Изакиасом Кейросом стартовали в двойках на тысяче метрах — были лучшими на предварительном квалификационном этапе и сразу отобрались в главный финал «А». В решающем финальном заезде показали на финише второе время, уступив почти секунду немецкому экипажу Себастьяна Бренделя и Яна Фандрея, и завоевали серебряные олимпийские медали.
В 2021 году Эрлон перенес операцию по эндопротезированию тазобедренного сустава из-за болезни Пертеса и вынужден был пропустить Олимпийские игры в Токио, в двойках с Кейросом его заменил Джеки Годманн.